# 谷口上橋

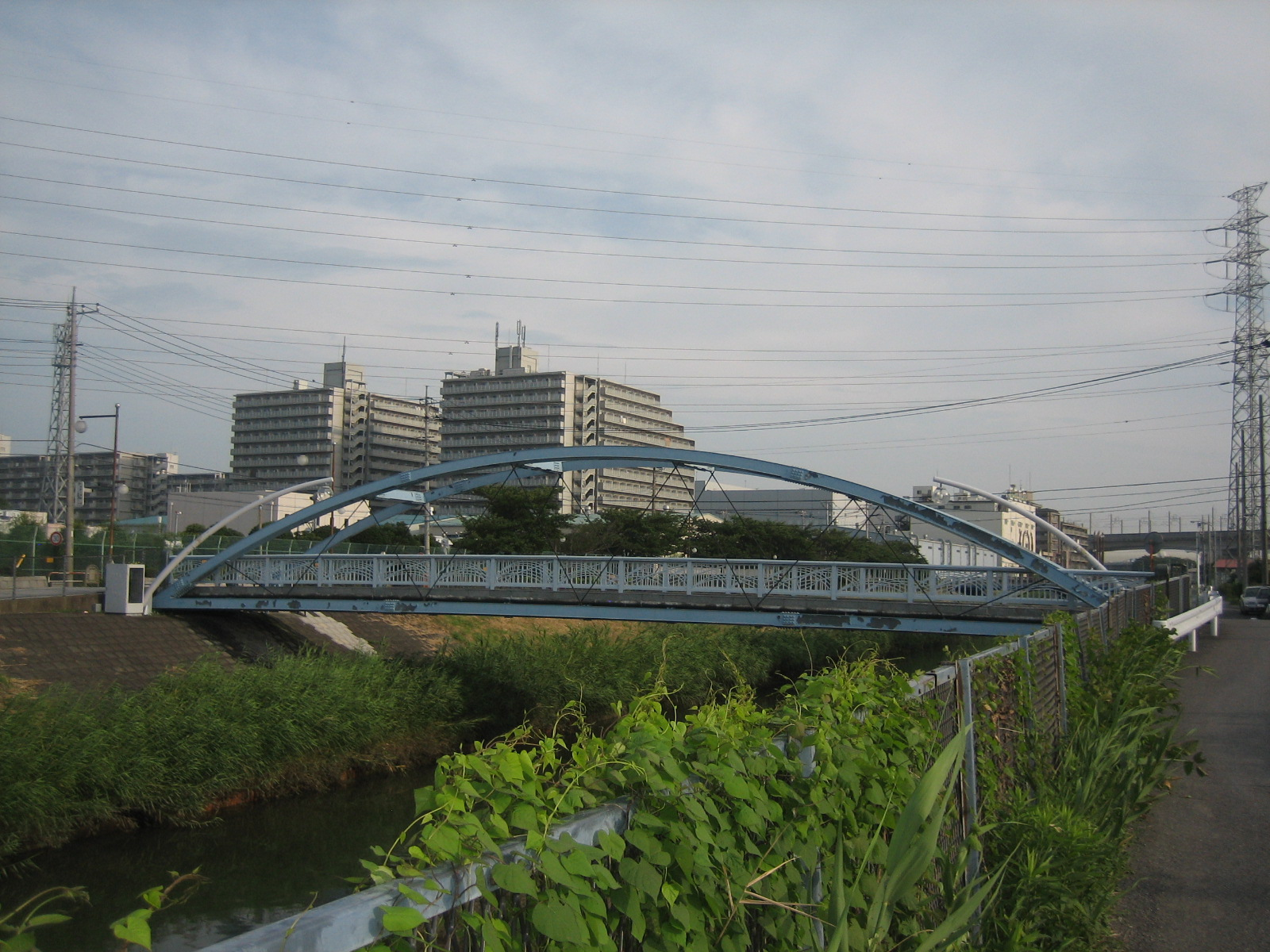
橋の全景（2007年8月4日撮影）

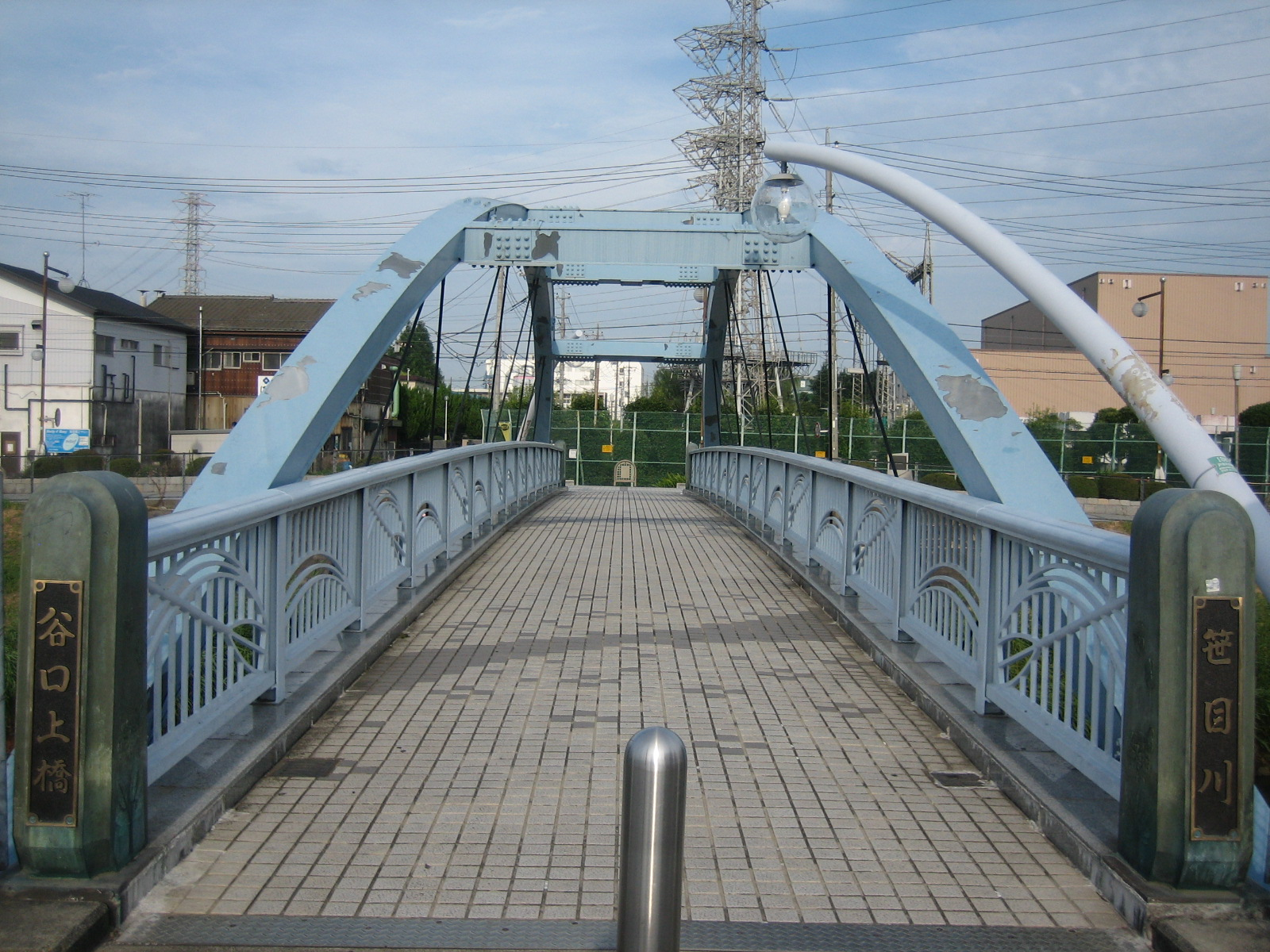
東側から西側へ（2007年8月4日撮影）

谷口上橋（やぐちかみはし）は、埼玉県戸田市の笹目川にかかる橋の一つである。笹目川に架かる唯一のアーチ系ニールセン橋で夜間のライトアップした橋の光景はすばらしいものがある。

## 概要
- 笹目川にかかる橋で、北（さいたま市方面）から12番目（北戸田駅にかかる埼京線と新幹線の橋も含めれば13番目）・南（東京都方面）から12番目の橋として位置している。
- 笹目川の中間点に位置する橋。
- 笹目川に架かる橋の中では小さい橋で歩道部のみ。渡れる車両は芦原橋と同じくバイクと自転車のみである。
- 塗装の剥がれが目立ち、せっかくのデザインの良さ・ライトアップ時の光景も質が落ちてしまっている。
- 名前の由来は、昔のこの辺りの地区名「谷口」から。詳しくは谷口橋#沿革を参照されたい。

## データ
竣工
1993年（平成5年）2月
橋長
31.00m
幅員
3.00m
歩道部
3.00m
形状
アーチ系ニールセン橋・直橋

## 橋の周辺
住宅街が広がるほか、北戸田駅が近いためその通勤者・通学者の通り道になっている。
- また西側へ渡れば笹目川遊歩道がある。

## 隣の橋
- 笹目川

池ノ尻橋 - 北部橋 - 谷口上橋  - 谷口橋 - 芦原橋